# Groot korthaarschijfje
Het groot korthaarschijfje (Melastiza cornubiensis, synoniem: Cheilymenia cornubiensis) is een schimmel die behoort tot de familie Pyronemataceae. Het komt voor op matig bemeste weilanden. Het is een Europese soort die van de lente tot de herfst verschijnt als fel oranjerode schijven.

## Kenmerken
Ascosporen meten 16-17 × 7-10 µm. De sporenornamentatie is zonder wratten, samengesteld uit ribbels die een compleet netwerk vormen.

## Verspreiding
In Nederland komt het uiterst zeldzaam voor.

## Foto's

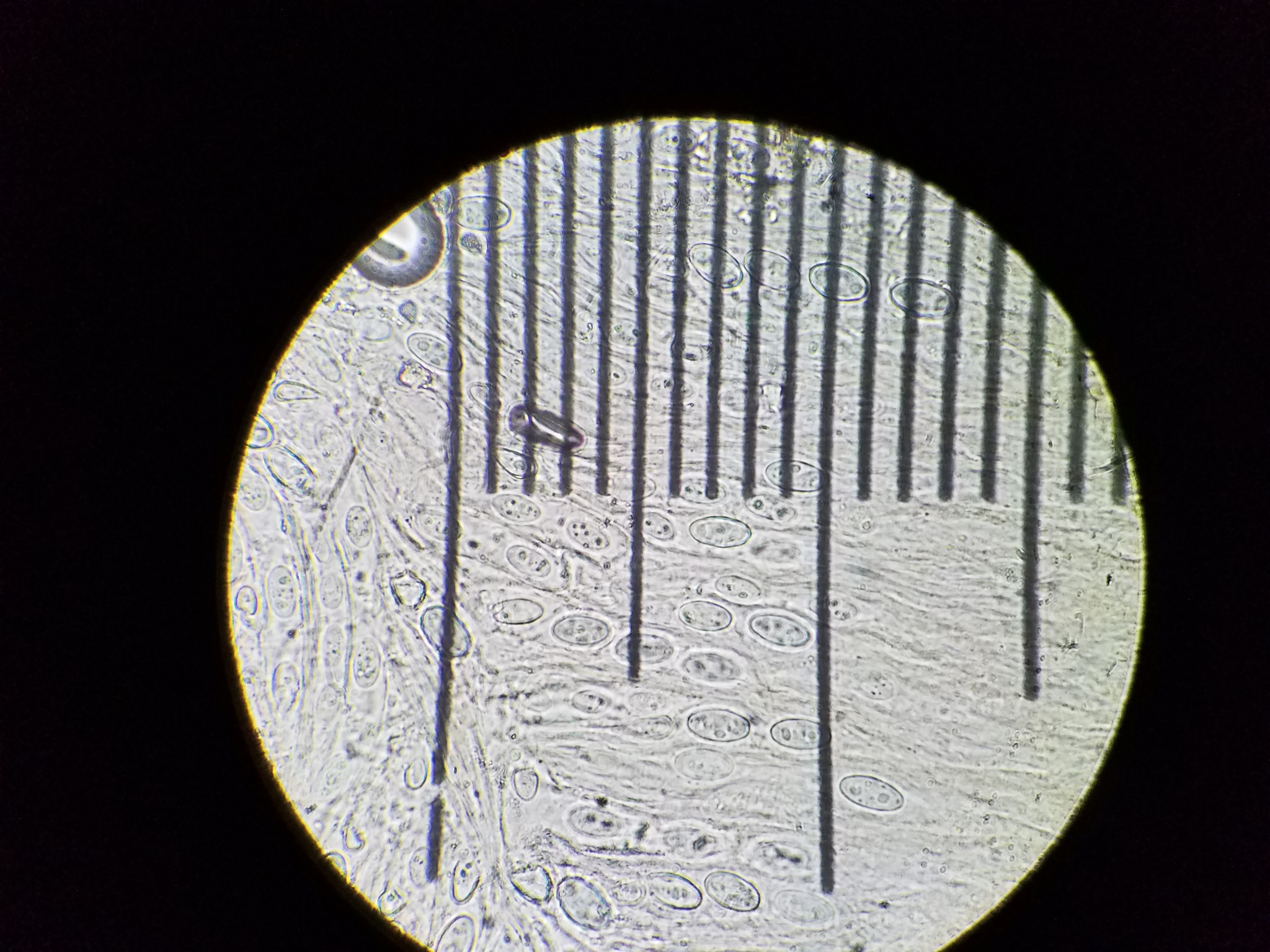
Sporen